# Rizzoli (loggia)
La Loggia "Rizzoli" fu a Bologna una loggia regolare della Massoneria di Rito scozzese antico ed accettato, approvata nel 1881 dal Grande Oriente d'Italia e attiva fino al 13 luglio 1883. Poco tempo dopo,  alla "Rizzoli" succederà la loggia "VIII Agosto".

## Storia
Dopo lo scioglimento delle logge "Galvani" e "Felsinea" di Bologna nel 1868 motivato da "divisioni interne", la Loggia Rizzoli rappresentò il primo tentativo di rifondazione nella città: promosso da Augusto Dalmazzoni, presidente della Società Operaia di Bologna, la loggia Rizzoli fin dall'inizio fu impegnata in attività filantropiche, e politicamente promotrice della cremazione dei cadaveri.
La sede si trova inizialmente presso lo studio dell'avvocato Giuseppe Barbanti Brodano, e sarà poi trasferita in piazza Nettuno, al secondo piano del palazzo del Podestà.. 

Nel maggio 1885, una trentina di affiliati chiederanno al Gran Maestro Adriano Lemmi la "demolizione" della loggia bolognese, per le divisioni sorte al suo interno.

## Maestri e membri
Primo Maestro venerabile fu Aristide Venturini, al quale succederà Guido Gozzi.
Tra i membri, eminenti personalità: Quirico Filopanti, Giuseppe Ceneri, Aurelio Saffi, il rettore Magni e il sindaco Gaetano Tacconi, il maestro e poeta Giosuè Carducci, Pascoli, poi affiliato alla loggia Propaganda.
Il poeta Giovanni Pascoli, gnostico ed esoterista, ricevette qui l’iniziazione massonica il 22 aprile 1882. Partecipò  all'iniziazione Giosuè Carducci (Massone di 33º grado),  suo amico e anch'egli poeta emiliano-romagnolo, con il quale si era laureato, uno dei più prestigiosi massoni dell'epoca al pari di Giuseppe Garibaldi, di cui il Pascoli era ammiratore incondizionato: a gloria di Carducci e di Garibaldi dedicò un celebre discorso, dopo la scomparsa del Carducci nel 1907.